# Jean Dufay
Jean Claude Barthélemy Dufay (n. 18 iulie 1896, Blois, Centre-Val de Loire, Franța – d. 6 noiembrie 1967, Chaponost, Rhône-Alpes, Franța) a fost un astronom și astrofizician francez.

## Biografie
Jean Dufay și-a încheiat primul ciclu universitar în 1913. A fost mobilizat în Primul Război Mondial și a fost rănit. După război, și-a reluat studiile universitare și a obținut doctoratul, în 1928, sub coordonarea profesorului său, Charles Fabry. Jean Dufay a studiat nebuloasele, galaxiile și mediul interstelar.
În 1925, în timp ce lucra împreună cu fizicianul francez Jean Cabanes, Jean Dufay a studiat și a calculat altitudinea stratului de ozon.
Jean Dufay a devenit ajutor de astronom la Observatorul din Lyon în 1929. A fost promovat director al Observatorului din Lyon, în 1933, post pe care-l va păstra până la pensionarea sa, în 1966. În 1936 a fost numit director al noului Observatorului din Haute-Provence, unde a rămas până în 1965.
În 1963 el a devenit membru al Academiei Franceze de Științe.
În 1970 Uniunea Astronomică Internațională l-a onorat dând numele de Dufay unui crater lunar.

## Lucrări
- Étude de la lumière du fond du ciel nocturne, 1934
- L'Observatoire de l'Université de Lyon (1932-1941), 1941
- Le spectre du ciel nocturne dans le jaune et dans le rouge, de 5800 à 6900 Å, 1950
- Nébuleuses galactiques et matière interstellaire, Albin Michel,  coll. « Sciences d'aujourd'hui », 1954
- Spectroscopie: nouvelles mesures de la longueur d'onde des radiations rouges 1D2--3P2 et 1D2--3P1 de l'atome neutre d'oxygène dans la lumière du ciel nocturne, 1955
- Contribution à l'étude du spectre du ciel nocturne dans le violet et le proche ultraviolet, 1955
- Sur les variations d'intensité des raies H[alpha] et (N II) 6583 Å dans le spectre du ciel nocturne, 1961
- Introduction à l'astrophysique des étoiles, 1961.